# Lycenchelys incisa
Lycenchelys incisa är en fiskart som först beskrevs av Garman, 1899.  Lycenchelys incisa ingår i släktet Lycenchelys och familjen tånglakefiskar. Inga underarter finns listade i Catalogue of Life.